# الإعلانات في المدارس
تعد الإعلانات في المدارس قضية جدلية تُناقش في الولايات المتحدة. وأبرز طرق الإعلانات في المدارس عن طريق حقوق التسمية للملاعب الرياضية، ورعاية الفِرق الرياضية، وتحديد مواضع اللافتات، وانتقاء السلع في آلة البيع وأماكن وضعها، والمنتجات المجانية التي يمكن للأطفال أخذها إلى منازلهم.

## أنواع الإعلانات في المدارس
الحافلات
تسمح العديد من قوانين الولايات بعرض الإعلان على الواجهات الخارجية للحافلات المدرسية لكن الإعلان داخلها مسموح في قوانين أقل من سابقتها، ومع ذلك فإن العديد من هذه القوانين تمنع الإعلان عن خطاب سياسي أو التبغ أو الكحول أو القمار أو المخدرات أو مواد ذات طابع جنسي.
المنتجات المجانية
كثيرًا ما تقدم المطاعم ومحلات الوجبات السريعة هدايا عبارة عن قسائم شرائية للطلاب الحاصلين على علامات جيدة أو مواظبة في تقريرهم المدرسي. وفي مناطق معينة تُقدَم هواتف محمولة مجانية للطلاب الذين يتلقون رسائل نصية من شركات تشجع على النجاح الدراسي. وبالإضافة إلى ذلك يُتبرع بمواد تعليمية للفصول الدراسية كوسيلة لدعم المناهج. وغالباً ما تحتوي هذه المواد على شعار الشركة أو وجهات نظر خاصة بالشركة.
وسائل الإعلام
برنامج “Channel One News” هو برنامج أمريكي مقدم لطلاب المراحل الابتدائية والمتوسطة والثانوية ويحتوي على إعلانات تجارية. وقد تغيرت قواعد الإعلان فيه على مر السنوات ثم أصبحت حاليًا تمنع الإعلانات المتعلقة بالأطعمة والمشروبات التي لا تتوافق مع مبادراتهم لنمط حياة صحي، كما تمنع إعلانات القمار، والصور المتحركة غير المناسبة لمن هم دون سن 13 عام، وما يتعلق بالسياسة، والدين، ومواد التبغ والكحول.
الرُعَاة
من الشائع رعاية الفرق الرياضية والملاعب المدرسية. فقد حظيت العديد من فرق المدارس الثانوية بزيٍ رياضي وأحذيةٍ وتمويلٍ لصيانة ملاعبهم مقابل حقوق التسمية أو ارتداء أعضاء الفريق لزي بشعار الراعي. كما ستقدم الشركات خصومات لأعضاء الفريق الذي يرعونه باعتبارها وسيلة لزيادة المبيعات. 
كما يمكن تقديم الرعاية عن طريق مبالغ تُعطى مقابل إضافة شعار الشركة على تقارير الطلاب وقوائم المستلزمات المدرسية. يعلم أصحاب الشركات بأن وقت العودة إلى المدارس هو وقت ممتاز لزيادة الأرباح عن طريق إدراج موادهم التسويقية في قوائم المستلزمات المدرسية مما يشجع الوالدين على التسوق من متاجرهم دون غيرها.
منتجات آلة البيع
تنفق شركات الأطعمة والمشروبات ما متوسطه 150 مليون دولار سنويًا على الإعلان في المدارس. يُعلن عن العديد من المشروبات والأطعمة وتُوفر من خلال آلات البيع. وبالرغم من وجود قواعد بشأن الأطعمة المسموح ببيعها والتسويق لها فإنه لا يزال بإمكان شركات الأطعمة والمشروبات الإعلان عن علاماتهم التجارية للطلاب.

## الحجج المؤيدة للإعلان
وفقًا لما ذكر بعض مديري المدارس فإن الولايات قد قطعوا التمويل المنتظم عن التعليم العام خلال السنوات الثمانِ الماضية مما جعل الكثير من المقاطعات تقلل من التوظيف والإنفاق على المستلزمات وتزيد حجم الفصول. وتعد الإعلانات في المدارس طريقة لجمع المال للمناطق التعليمية. ووفقًا للمؤيدين فإن المدارس وخاصة تلك التي تقع في مناطق أقل غنى تحتاج إلى طرق لجمع المال من أجل استمرارية البرامج المدرسية وتخفيف العبء المالي الناتج عن قطع التمويل.
ومن الحجج المؤيدة أيضًا أن الإعلانات قد تكوّن ارتباط إيجابي بالغذاء الصحي أو المنتجات المستخدمة لأساليب المعيشة.

## الحجج المعارضة للإعلان
وبالنسبة للناقدين فإن العديد من الإعلانات تدعم المنتجات الضارة بصحة الأطفال مثل الأطعمة غير الصحية. ويزعم البعض بأن الأطفال ينجذبون إلى الإعلانات الإقناعية بسهولة أكثر من البالغين. كما اُحتُج بأن المدارس يجب أن تكون بيئة لا يُشغل فيها الطلاب عن مهامهم بالإعلانات.
خُصصت دقيقتين من كل 12 دقيقة في برنامج “Channel One News” للإعلان، وبسبب الإعلانات فقد يخسر الطلاب ما يصل إلى يوم كامل من وقت الحصص الدراسية خلال سنة.
يمثل عدم فهم الأطفال لدوافع الإعلانات مصدرًا للقلق، حيث يعتبر الأطفال دون سن 13 عام من الفئات الضعيفة التي تفتقر إلى مهارات الأداء التنفيذي لإدراك ما تحاول الإعلانات بيعه والأساليب المستخدمة لإقناع الزبائن وتحديد قراراتهم، فمعرفة الأطفال بتكتيكات الإعلان محدودة مقارنة بمعرفة البالغين كما أنهم سريعي التأثر بأغراض الإعلانات الإقناعية، وليس من المحتوم أن يستطيع طلاب المرحلة الابتدائية إدراك احتمالية وجود منظور مختلف عن منظورهم لدى وكالات الإعلان.

## القيود المفروضة على الإعلانات
يجوز لكل ولاية من الولايات المتحدة الأمريكية أن تضع لوائح إضافية للإعلان في مدارسها المحلية.
برنامج الغداء في المدارس القومية وبرنامج الفطور المدرسي: حُدثت معايير التغذية لجميع ما يباع من الأطعمة في المدرسة في عام 2013 لتعديل خيارات الغداء حسبما يقتضيه قانون الطفل السليم الآمن من الجوع لعام 2010، مما فرض قيودًا على ما قد يُقدَم في آلات البيع وما يباع في الحرم المدرسي باستثناء ما يقدم في حملات جمع التبرعات -غالبًا ما تكون قطع حلوى أو كعك محلى-وأنشطة ما بعد الدوام المدرسي.
أحدث هذا تغييرًا في الإعلان عند كثير من الشركات حيث ألغى تدريجيًا الإعلان للمشروبات السكرية والمأكولات السريعة. فعلى الرغم من أن شركة كوكاكولا لن تتمكن من الإعلان لمشروب كوكاكولا إلا أنه بإمكانها الإعلان لخطوط الإنتاج الأخرى مثل الكولا بدون سكر والمياه المعدنية.
نفذت هيئة مكاتب تحسين الأعمال التجارية مبادرةَ الإعلان لأطعمة الأطفال ومشروباتهم في عام 2006 باعتبارها وسيلة لتشجيع المؤسسات على مراقبة ما يعلنون عنه للأطفال، ولا تُلزم المؤسسات التجارية بالمشاركة في هذ التنظيم ولا تترتب عليهم آثار قانونية في حال عدم المشاركة.

## الشركات التي تعلن في المدارس
- أديداس
- أبل
- أكاديمية سلاح الجو الأمريكي
- القوات الجوية الاحتياطية
- شركة ألموند بورد في كاليفورنيا
- قوات الاحتياط
- بانك أوف أمريكا (مصرف)
- شيف بوياردي (للباستا المعلبة)
- تشكلتس (لصناعة العلكة)
- سيتي بانك (مصرف)
- كليراسيل (لمنتجات البشرة)
- كليف نوتس
- كوكاكولا
- كولجيت (لمعجون الأسنان)
- كولج انفست
- كريست (لمعجون الأسنان)
- صيدلية سي في إس CVS
- قناة إي إس بي إن ESPN
- فرست ناشونال بانك (مصرف)
- مجموعة فليت المالية
- كرافت (للأغذية)
- بيردز آي (للأطعمة)
- جربر (لطعام الأطفال)
- قفت ماستر(متجر)
- جوديير (لعجلات السيارة)
- هيرشي (للأغذية)
- هفي Huffy (للدراجات)
- هيات (فندق)
- إيكيا
- ايمج فوتوغرافي
- انبرو inpro (لمواد البناء)
- كي بي يو إن KBUN (إذاعة راديو)
- كوداك (لأدوات التصوير)
- ماكدونالدز
- إم آند إمز (حلوى)
- مياه نستله
- نايكي
- نوتراسويت (للسكرالاصطناعي)
- بيبسي
- بولارويد (للكاميرات والنظارات)
- بوني سنيكرس (للأحذية)
- بروكتر وغامبل (للصابون وغيره)
- بروميس سبريدPromise Spread (للسمن النباتي)
- ريبوك (للأحذية الرياضية)
- رينولدز راب Reynolds Wrap (لمنتجات المطبخ)
- ار بي إم الدولية (لمواد البناء)
- راسل أثليتيكRussell Athletic (لأدوات الرياضة)
- سيكيورتي ستيت بانك (مصرف)
- اس آي للأطفال (مجلة رياضية)
- شوبرايت (سوق مركزي)
- سميث كورونا (Smith Corona)
- سنابل (snapple)
- سبيدو (لملابس السباحة)
- ستاي فري (Stay Free للمنتجات النظافة النسائية)
- ستابلس (Staplesلتجارة التجزئة)
- سترنقث سستم (Stenght Systemللأحذية)
- صب واي
- شقر دادي (Sugar Daddy حلويات)
- موتيل سوبر 8 (فندق)
- سوبر اند ناتشورال
- تامبكس (للفوط الصحية)
- مؤسسة تارقت (للتجزئة)
- ذا ماركت بلايس
- تايم وارنر(للإعلام)
- تويز آر أس
- البحرية الأمريكية
- شبكة فيريزون اللاسلكية
- المؤسسة النسائية للألعاب الرياضية